# Пальник (Кировская область)
 Пальник  — опустевшая деревня в Кумёнском районе Кировской области в составе Вичевского сельского поселения.

## География
Расположена на расстоянии примерно 14 км по прямой на север-северо-восток от районного центра поселка Кумёны.

## История
Известна с 1670 года как деревня Палнишная Никольской соборной церкви с 10 дворами, в 1764 Пальничная с 254 жителями. В 1873 году в деревне дворов 13 и жителей 125, в 1905 24 и 165 вместе для деревень Верхний и Нижний Пальник. В 1926 году в этих деревнях было дворов 16 и 14 соответственно, а жителей 89 и 68, в 1950 уже в единой деревне было хозяйств 26 и жителей 84, в 1989 уже не было учтено постоянных жителей.

## Население
Постоянное население составляло 0 человек (русские 100%) в 2002 году, 2 в 2010.